# Durán, Ecuador
Durán är en ort i Ecuador.   Den ligger i provinsen Guayas, i den sydvästra delen av landet, 260 km sydväst om huvudstaden Quito. Durán ligger 7 meter över havet och antalet invånare är 167 784.
Terrängen runt Durán är platt. Runt Durán är det ganska tätbefolkat, med 239 invånare per kvadratkilometer. Närmaste större samhälle är Guayaquil, 6,7 km sydväst om Durán. Runt Durán är det i huvudsak tätbebyggt.